# Pediopsoides testacea
Pediopsoides testacea är en insektsart som beskrevs av Rauno E. Linnavuori 1978. Pediopsoides testacea ingår i släktet Pediopsoides och familjen dvärgstritar. Inga underarter finns listade i Catalogue of Life.